# Палаван
Пала́ван (англ. и таг. Palawan) — остров на Филиппинах, вместе с соседними островами составляет самую большую (одноимённую) провинцию в государстве. Палаван имеет 425 км в длину и от 8,5 до 40 км в ширину. Площадь острова Палаван — 12 188,6 км². Административный центр — город Пуэрто-Принсеса. Остров находится между Южно-Китайским морем, которое лежит к северо-западу, и морем Сулу на юго-востоке.

## Рельеф и климат
Бо́льшую часть острова занимают горы, джунгли и мангровые леса. Центральная горная цепь делит Палаван на две части, климат в которых отличается. Высшая точка — гора Манталингахан (2085 м). 
Остров находится в зоне влияния юго-западного муссона. Осадки выпадают с мая по декабрь, в остальное время года на Палаване сухая и жаркая погода. На протяжении всего года средняя дневная температура составляет от 26 до 29 °C.

## История
Ещё в древние времена китайские торговцы приезжали на Филиппины через Палаван. В XII веке остров начали заселять малайцы. Они занимались, в основном, рыболовством, земледелием и охотой. 
В начале XVII века на Палаван устремились испанские миссионеры, которые встретили сопротивление со стороны людей племени моро. До XVIII века испанцы строили церкви рядом с укрепленными гарнизонами для защиты от набегов моро. В 1749 султан Борнео передал южный Палаван Испании. В 1898 испанцы покинули остров после революции, и США установили гражданское правление. С 1903 образована провинция, получившая своё название, по главному острову, Палаван. 
Во время Второй мировой войны японцы, опасаясь освобождения военнопленных со стороны союзников, собрали около 150 человек в яме и подожгли с помощью бочек с бензином. Пытавшихся убежать настигали пули. Всего погибло от 133 до 141 военнопленного, лишь 11 удалось спастись.

## Население
На Палаване проживают представители 87 различных культурных и национальных групп. Население острова, согласно переписи 2010 года, составляет примерно 900 000 человек (провинция Палаван — 994 340 чел.), а плотность населения — 74 чел./км². 
Бо́льшая часть населения — австронезийского происхождения с примесью китайских и испанских кровей. Приток мигрантов из других частей Филиппин обеспечивает высокий ежегодный прирост населения в размере 3,98 %. 
18 % населения составляют культурные меньшинства, такие как тагбануа, пиналаван, батаки, кен-уй, каламьян, джама-мапуны, молбог, таусуг и самал-бангинги.

## Культура
Культура испытывает сильное влияние Борнео, Китая и Ближнего Востока.

### Религия

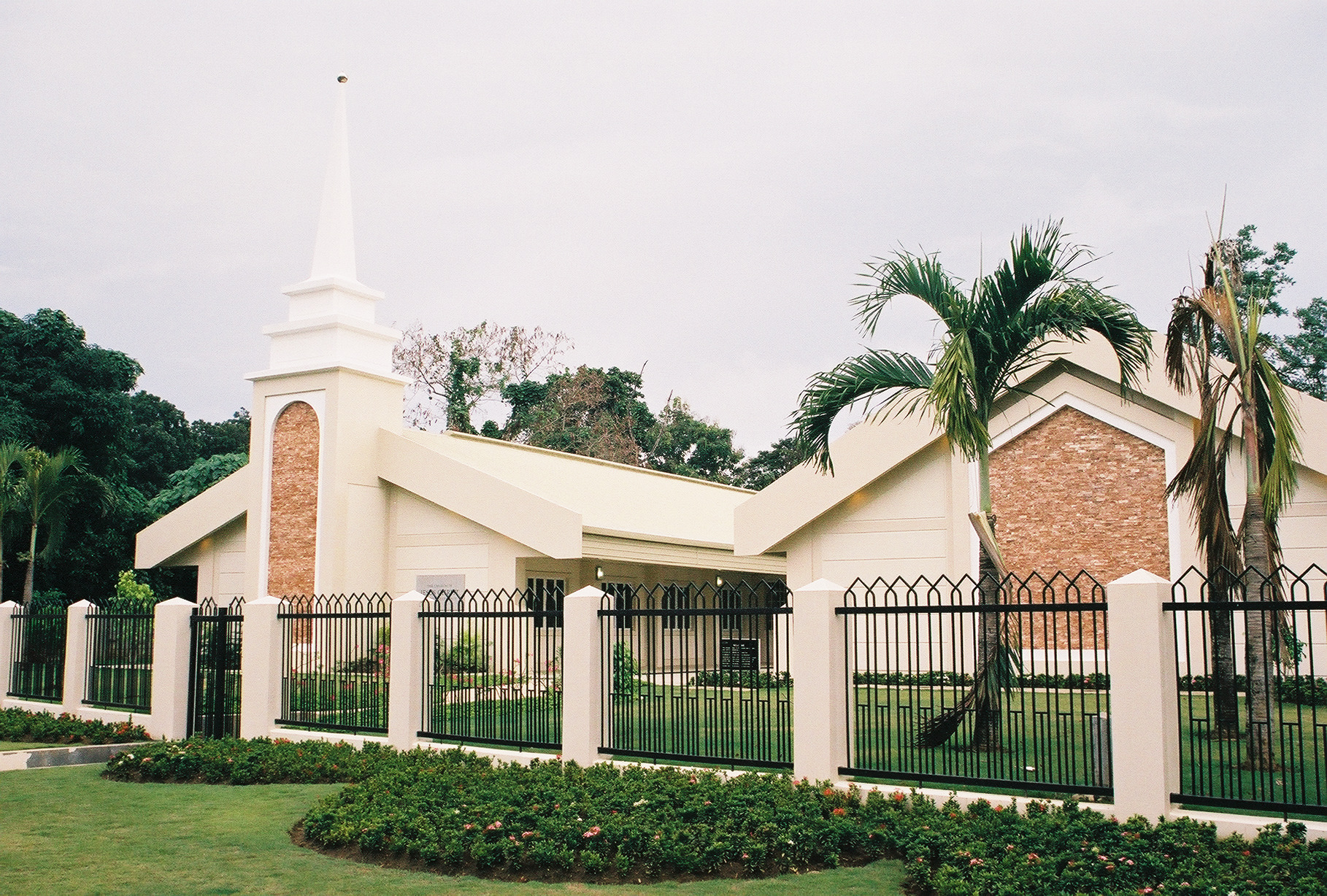
Храм мормонов в Пуэрто-Принсесе

Доминирующая религия на Палаване — римский католицизм. Кроме того, на Палаване представлены такие христианские течения, как мормоны, адвентисты седьмого дня, протестанты и др. На острове также есть незначительное количество мусульман, проживающих в южной части острова.

### Палеоантропология
До открытия человека из Кальяо, датировка которого оспаривается, древнейшими человеческими останками на Филиппинах считались окаменевшие фрагменты черепа и челюстных костей трёх разных людей, которые обнаружил 28 мая 1962 года доктор Роберт Фокс, американский антрополог, сотрудник Национального музея Филиппин. Эти фрагменты известны под общим названием «человек из Табона» по месту находки на западном побережье Палавана. Пещера Табон была, по-видимому, мастерской каменного века, где на четырёх разных археологических уровнях в главной камере обнаружены как готовые каменные отщепы, так и отходы производства каменных орудий. Древесный уголь, сохранившийся от нескольких костров, датируется радиоуглеродным методом соответственно 22 000, 20 000 и 7000 лет назад.
Находки в пещере Табон сохранились благодаря толстому многолетнему слою птичьего гуано. Под слоем, где обнаружены кости, находится более ранний слой верхнего плейстоцена возрастом около 45—50 тыс. лет, где обнаружены остатки костров.
Специалисты по физической антропологии, исследовавшие череп Табонского человека, считают, что он принадлежал Homo sapiens, в отличие от обитавшего здесь ранее, в среднем плейстоцене Homo erectus. Двое из учёных пришли к выводу, что челюсть по своему строению — «австралоидная», а пропорции черепа напоминают пропорции, характерные для айнов или тасманийцев; в то же время, череп не похож на черепа негритосов.
В пещере Илье найдены останки кремированного погребения возрастом 10—8 тыс. лет назад.
В Табонских пещерах практиковался обряд погребения в кувшинах, имевший в древности широкое распространение от Шри-Ланки до Долины кувшинов в Лаосе и Японии. Характерным примером является вторичное погребение, где найден кувшин, который в настоящее время хранится в Национальном музее, на крышке которого изображены две фигуры — одна изображает умершего со скрещёнными руками, ладони прикасаются к плечам, а вторая — рулевого; обе фигуры сидят в лодке-проа, одна мачта которой была утрачена. 78 погребальных сосудов из необожжённой глины обнаружены на острове Палаван в пещере Манунггул.

## Флора и фауна
Палаван покрыт в основном тропическими лесами, на побережье — мангровые заросли.
Среди животных и птиц встречаются эндемики — палаванская мухоловка, палаванский павлиний фазан, палаванский стахирис, синеголовый ракетохвостый попугай. Остров известен трогоноптерой палаванской — крупной бабочкой, обитающей лишь в местных лесах. Палаванский барсук не эндемик острова, но обитает ещё лишь на нескольких близлежащих островах.
Среди растений произрастает несколько эндемичных видов непентеса (непентес Аттенборо, непентес палаванский, непентес Леонардо, Nepenthes mira, Nepenthes gantungensis).

## Галерея

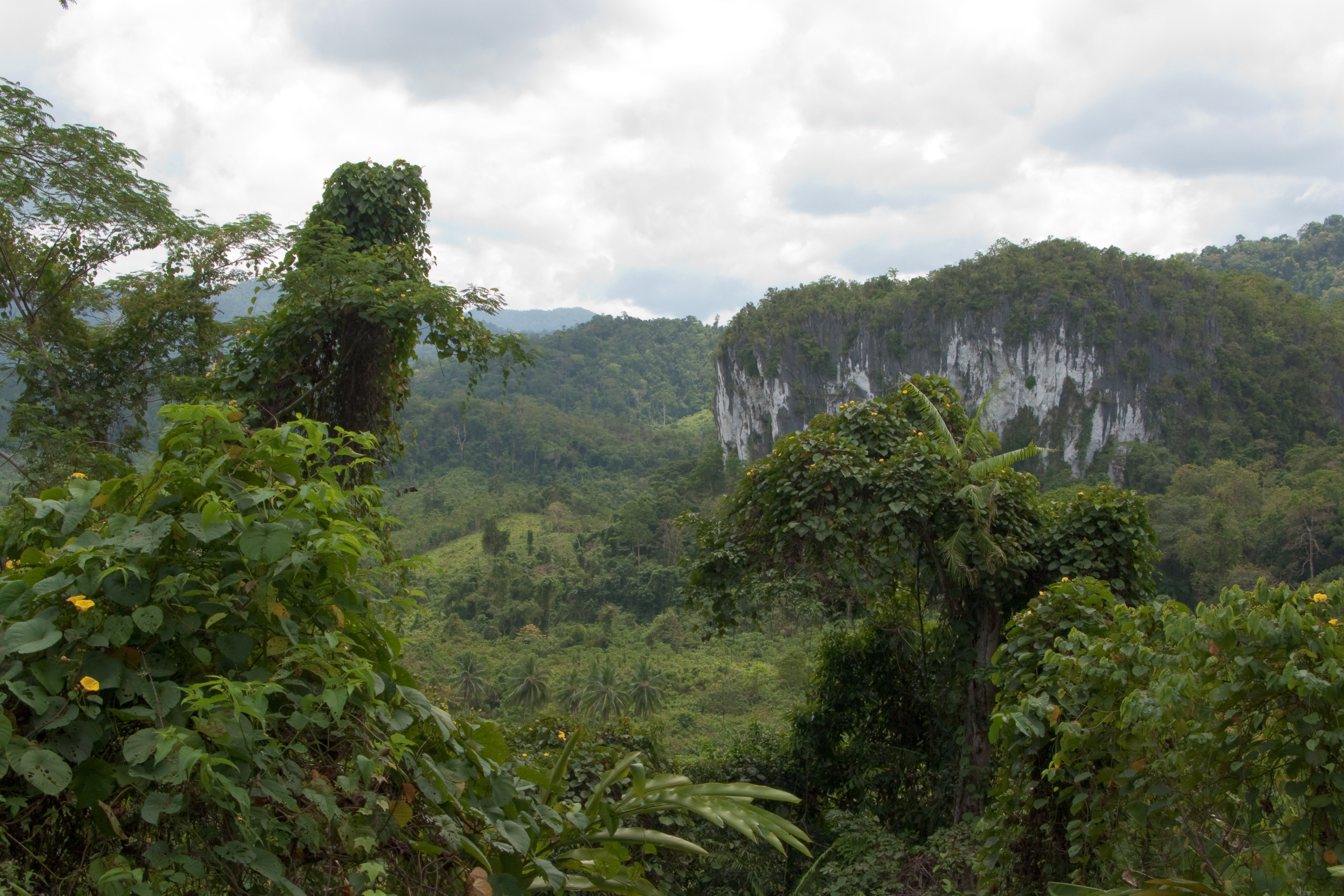
Смешанный тропический лес
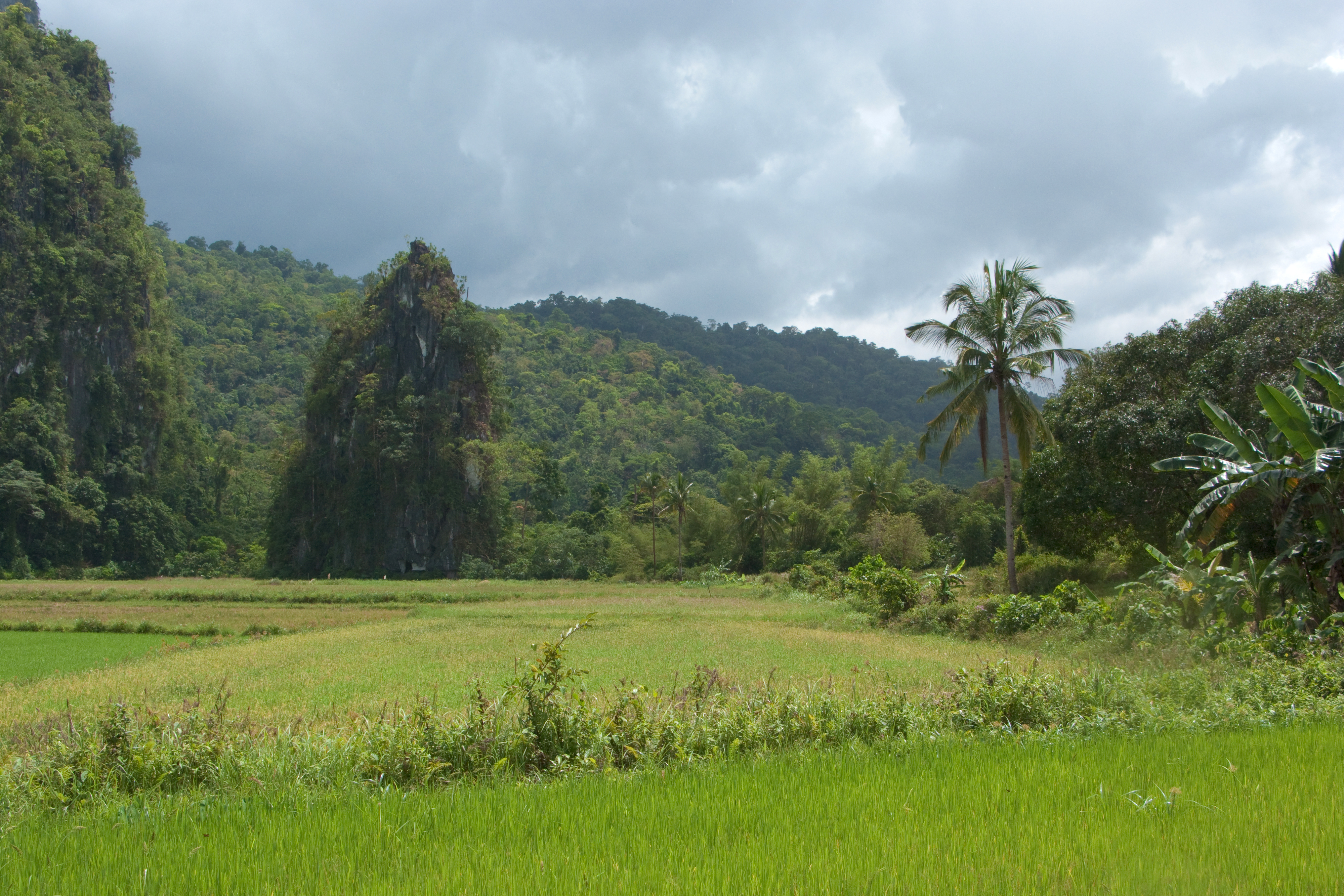
Карстовые образования
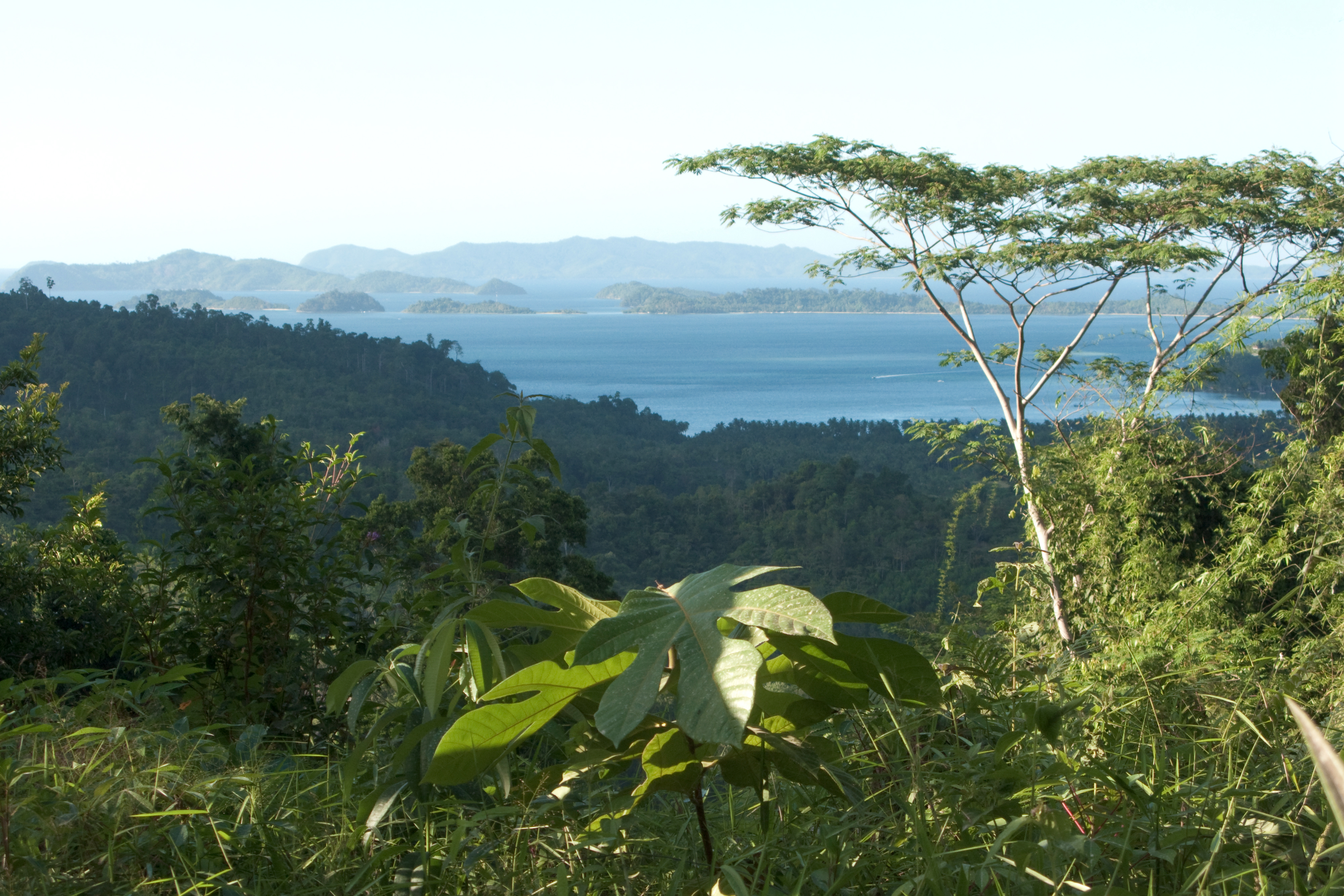
Южно-Китайское море
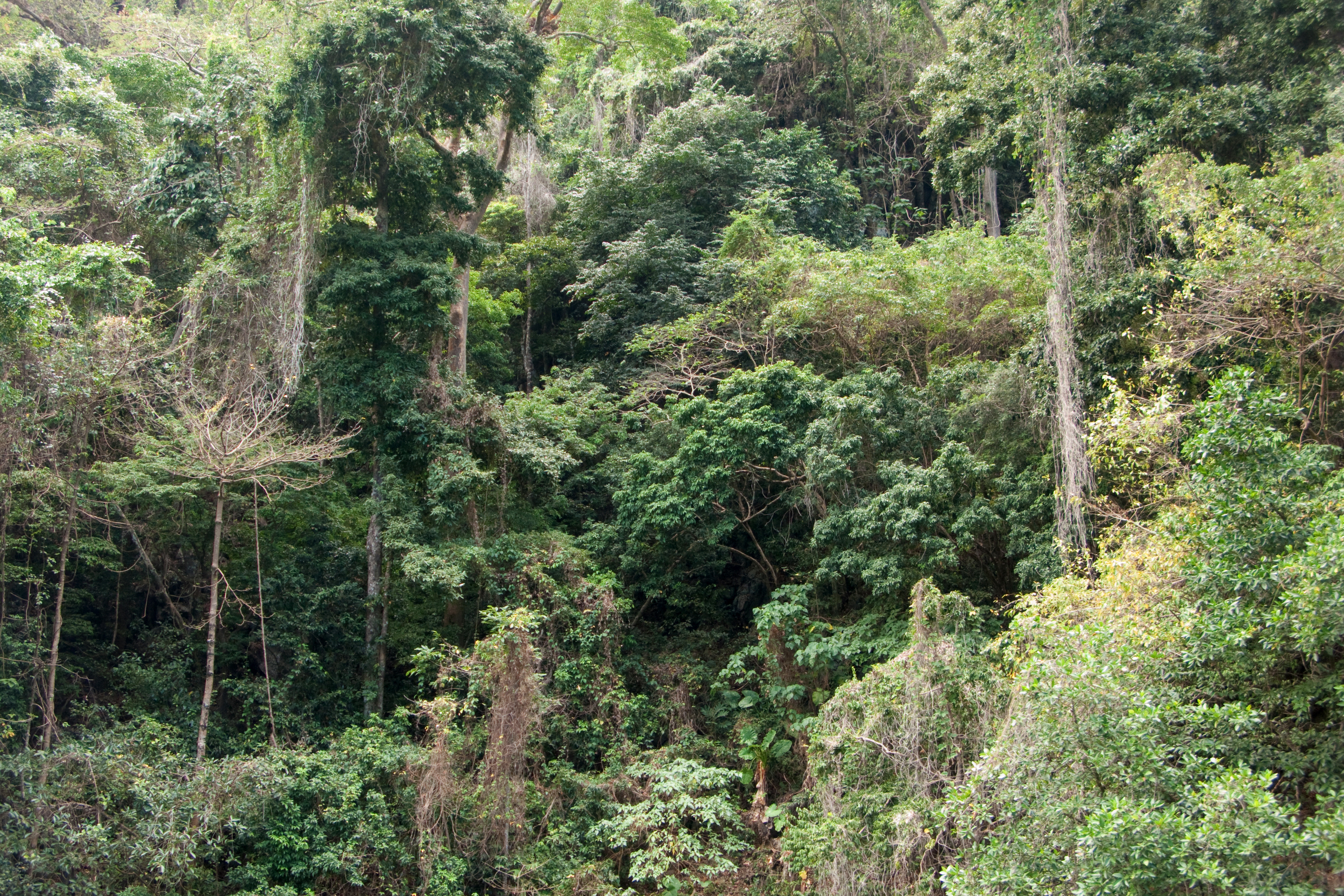
Лес в заливе Бакуит
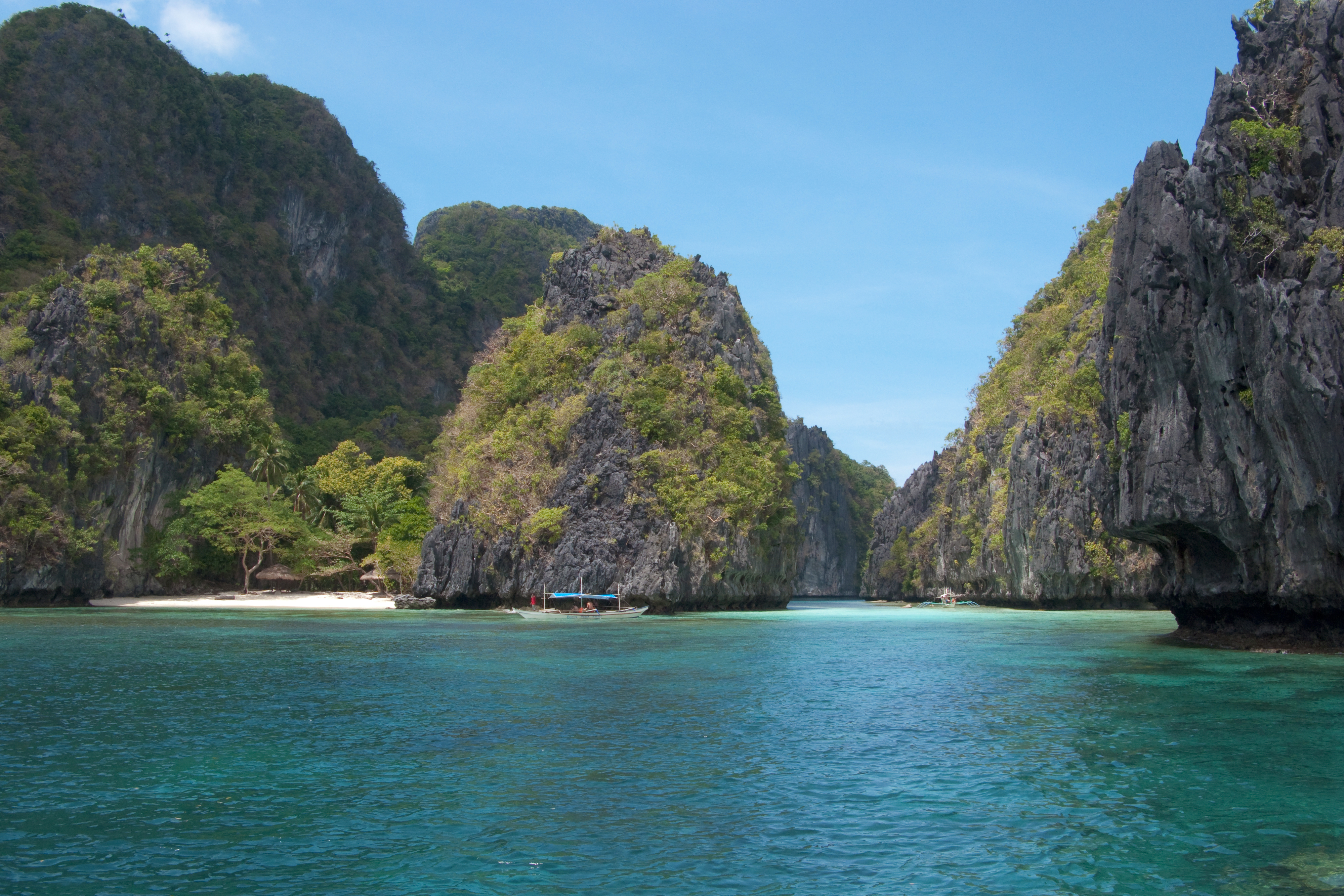
Лагуны и скалы в заливе Бакуит
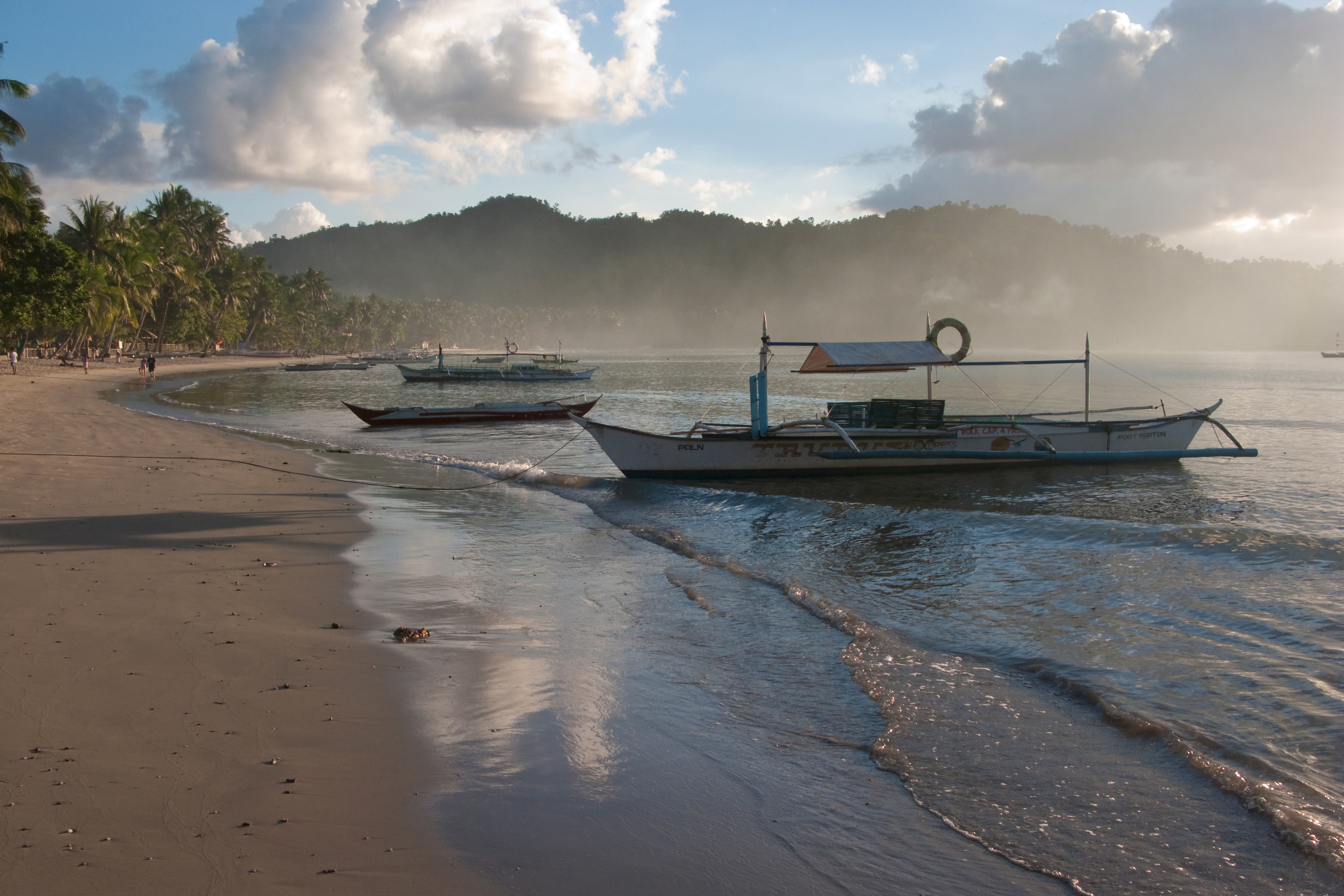
Сан Висенте
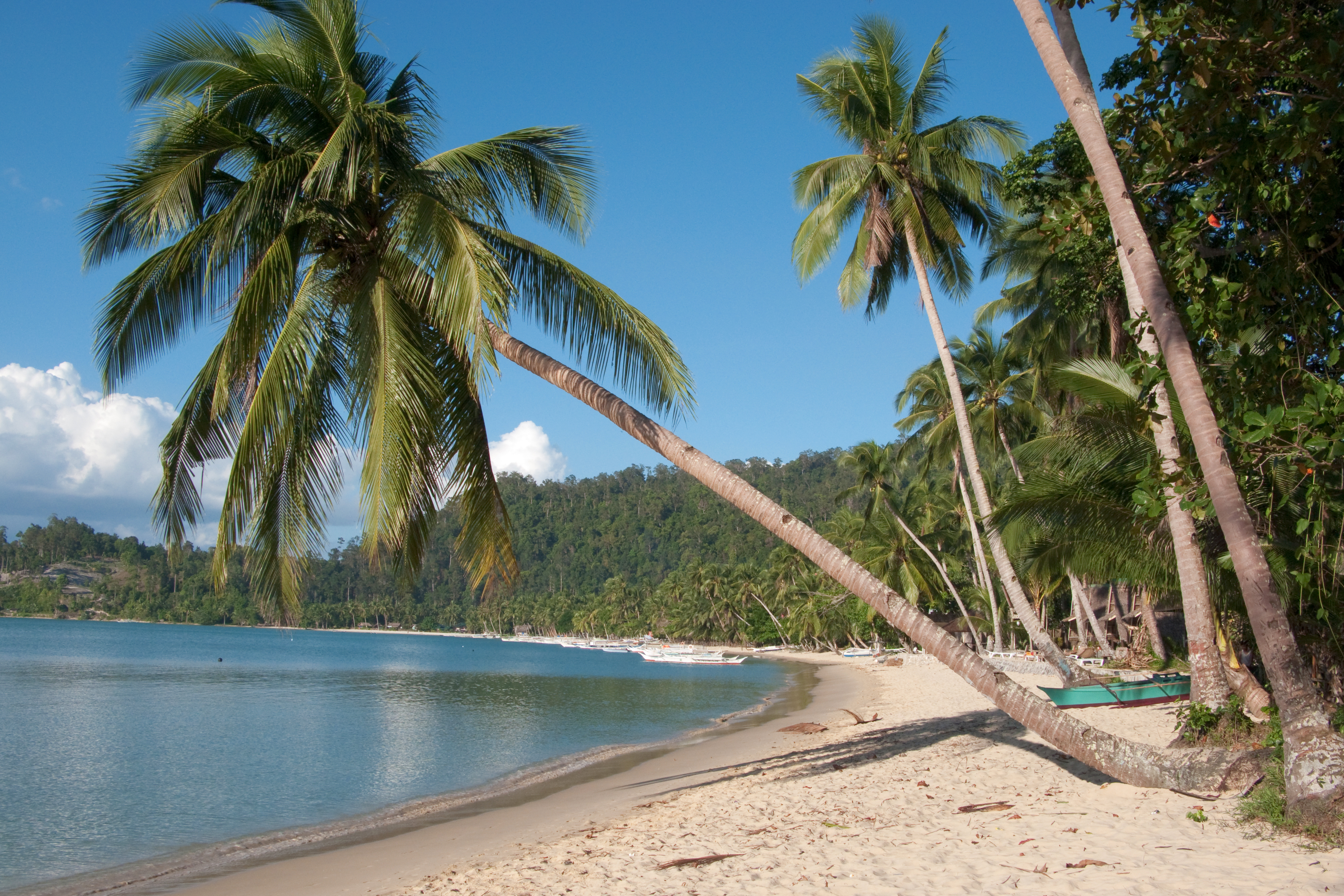
Пляж Порт Бартон
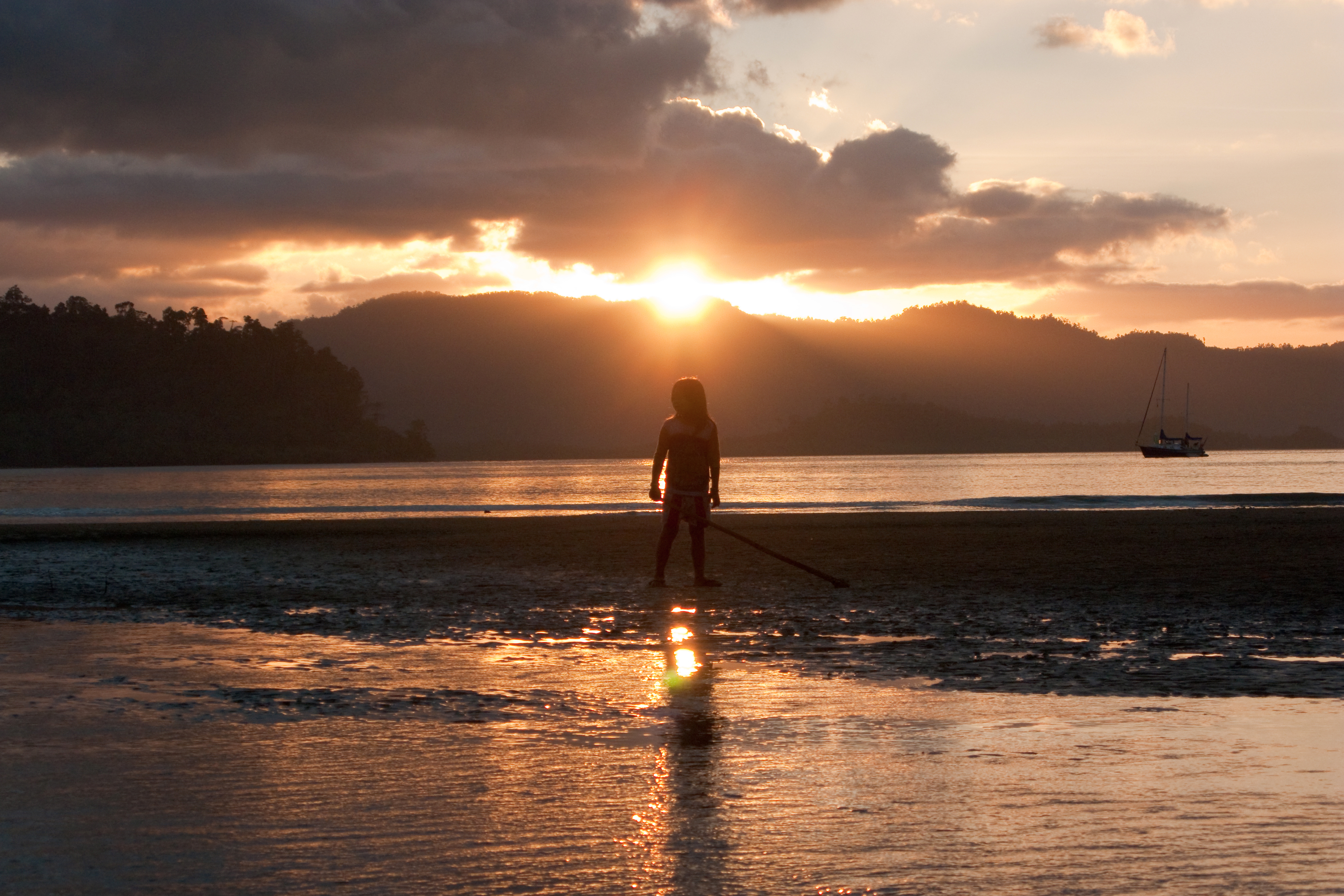
Закат в бухте Порт Бартон
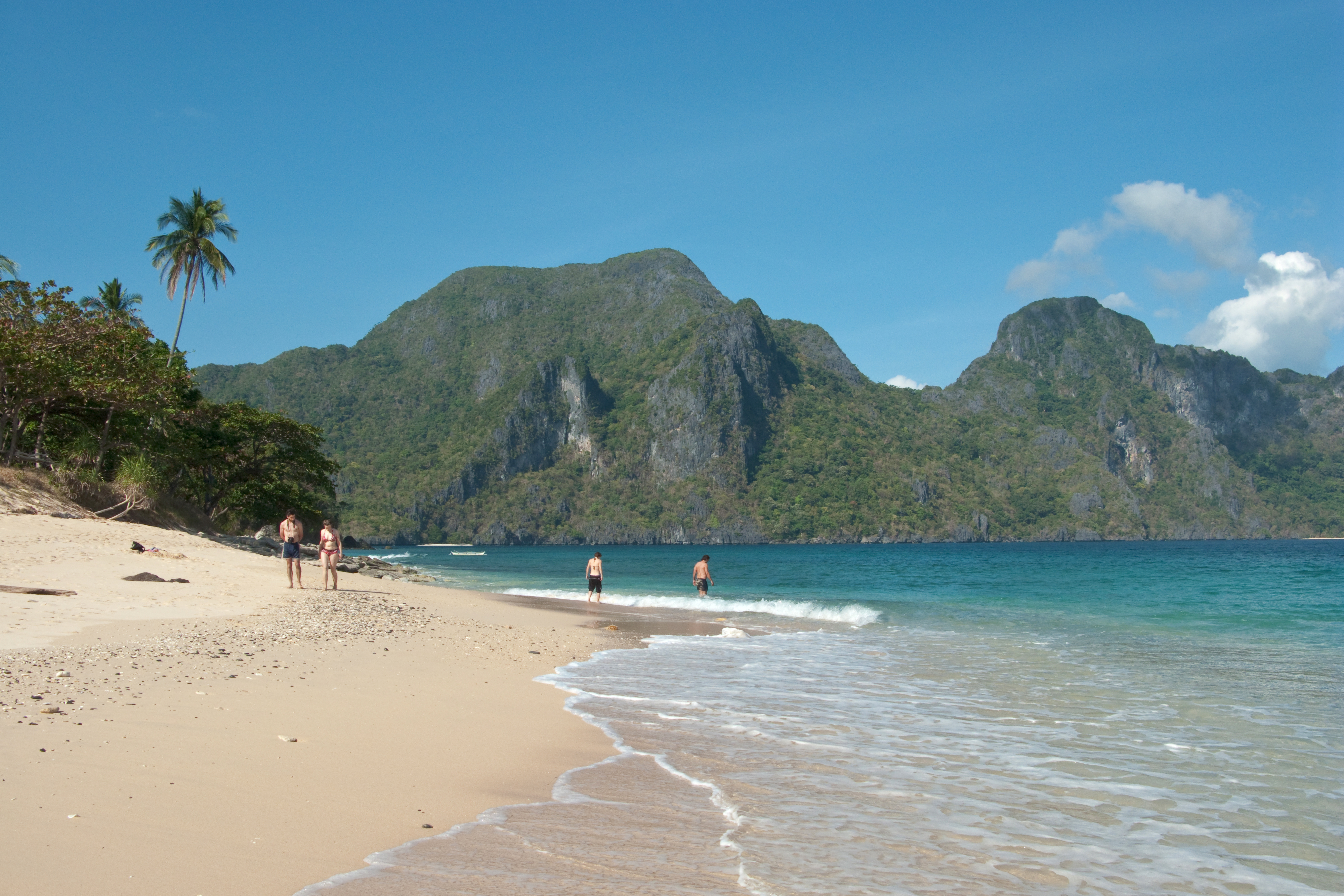
Эль Нидо